# Trogoner
Trogoner (Trogonidae) är en fågelfamilj inom ordningen Trogoniformes. Arterna har sin utbredning i tropiska skogar över hela världen, med den största mångfalden i Central- och Sydamerika. Trogoner har mjuk och ofta färggrann fjäderdräkt och könen är distinkt olikfärgade. De häckar i håligheter i träd och i termitbon. De lägger vita eller pastellfärgade ägg. Deras föda består av insekter och frukt, och deras grova näbbar och små ben återspeglar deras diet och trädlevande levnadssätt. Trots att deras flykt är snabb, färdas de inga längre sträcker och de är alla stannfåglar. Ordet "trogon" är grekiska för "knapra" eller "gnaga" och refererar till att dessa fåglar gnager hål i träd för sina bon.

## Släkten inom familjen
Listan nedan följer AviList:
- Apaloderma – tre arter
- Apalharpactes – två arter
- Harpactes – tio arter
- Euptilotis – öronquetzal
- Pharomachrus – fem arter quetzaler
- Priotelus – två arter
- Trogon – 24 arter